# Fegimanra acuminatissima
Fegimanra acuminatissima là một loài thực vật có hoa trong họ Đào lộn hột. Loài này được Keay mô tả khoa học đầu tiên năm 1956.